# INTS8
INTS8‏ (Integrator complex subunit 8) هوَ بروتين يُشَفر بواسطة جين INTS8 في الإنسان.